# Null-Diät
Als Null-Diät (auch totales Fasten) wird eine radikale Gewichtsreduktions-Diät bezeichnet, bei der man über einen längeren Zeitraum hinweg keine feste Nahrung zu sich nimmt, sondern nur Flüssigkeiten mit geringem physiologischem Brennwert (z. B. Wasser und Kräutertees) und eventuell Nahrungsergänzungsmittel. Dadurch verliert der Körper sehr schnell an Muskel- und Fettgewebe, weil er nach einigen Tagen auf seine Energiereserven zurückgreifen muss.
Eine Null-Diät ist nicht mit Fasten gleichzusetzen, obwohl es Formen des Fastens gibt, die das gleiche Prinzip haben, nämlich den völligen Verzicht auf Nahrung. Das Ziel jedoch ist ein anderes. Während es bei der Null-Diät um Gewichtsreduktion geht, wird beim Fasten eine körperliche Regeneration angestrebt; oft hat Fasten einen religiösen bzw. spirituellen Hintergrund.

## Kritik
Null-Diäten werden von den meisten Ärzten und Ernährungswissenschaftlern als gesundheitlich höchst bedenklich kritisiert. Unvermeidbar sind Symptome wie Müdigkeit, körperliche Schwäche und Konzentrationsschwäche, wie bei jeder Form des Hungerns. Mögliche Risiken sind das Auftreten von Gicht und Störungen im Mineral- und Flüssigkeitshaushalt bei längerem Nahrungsverzicht.
Die insbesondere in der Leber eingelagerten Kohlenhydratspeicher sind in der Regel nach drei Tagen verbraucht. Anschließend werden zur Gewinnung weiterer Kohlenhydrate eingelagerte Fette in Ketokörper verwandelt, die dann zur Energieversorgung des Körpers genutzt werden; es setzt dann der sogenannte Hungerstoffwechsel ein. Da auch keine Proteine aufgenommen werden, kommt es zu einem Verlust an Muskelmasse.
Da der Körper bei einer Null-Diät den Stoffwechsel anpasst und auf diese künstliche Hungerphase mit vermehrter Fettspeicherung in der Folgezeit reagiert, tritt fast immer der sogenannte Jo-Jo-Effekt auf, so dass das Diätziel nicht erreicht wird. Dieser Gefahr kann jedoch durch einen behutsamen Kostaufbau begegnet werden; nach dem Fasten zu schnell zu viel zu essen, kann zum Refeeding-Syndrom führen und tödlich sein. Längerer Nahrungsentzug kann gesundheitsschädlich sein. Zudem schadet die Null-Diät der Leber, da die Leberverfettung aufgrund des raschen Abbaus von Speicherfetten gefördert wird, weil nun die Fette des Blutes ansteigen.